# St. Nikolai (Neuenbrok)
Die evangelische Kirche St. Nikolai im niedersächsischen Elsfleth-Moorriem, Bauerschaft Neuenbrok, Niederhörne 35a, im Landkreis Wesermarsch, stammt aus dem 19. Jahrhundert. Das Gebäude steht unter Denkmalschutz.

## Geschichte
Eine baufällige Kirche in Fachwerk musste abgerissen werden und ein Neubau entstand. Die evangelische Kirche wurde 1862 als Saalkirche im Rundbogenstil aus Backstein mit Rundbogenfenstern gebaut. Sie besteht aus
- dem dreijochigen Kirchenschiff mit Satteldach, geradem Schluss, flachen lisenenartigen Strebepfeilern, zehn gerahmten Rundbogenfenstern, Konsolfries unter der Traufe und am Ortgang des Ostgiebels sowie innen mit Flachdecke, den spätklassizistischen Wanddekorationen, dem romanischen Taufstein vom 12. Jahrhundert aus Granit sowie mit einer Blendbogengliederung,
- und dem quadratischen viergeschossigen Westturm mit Eingang und einer Turmspitze als Knickpyramide[2].

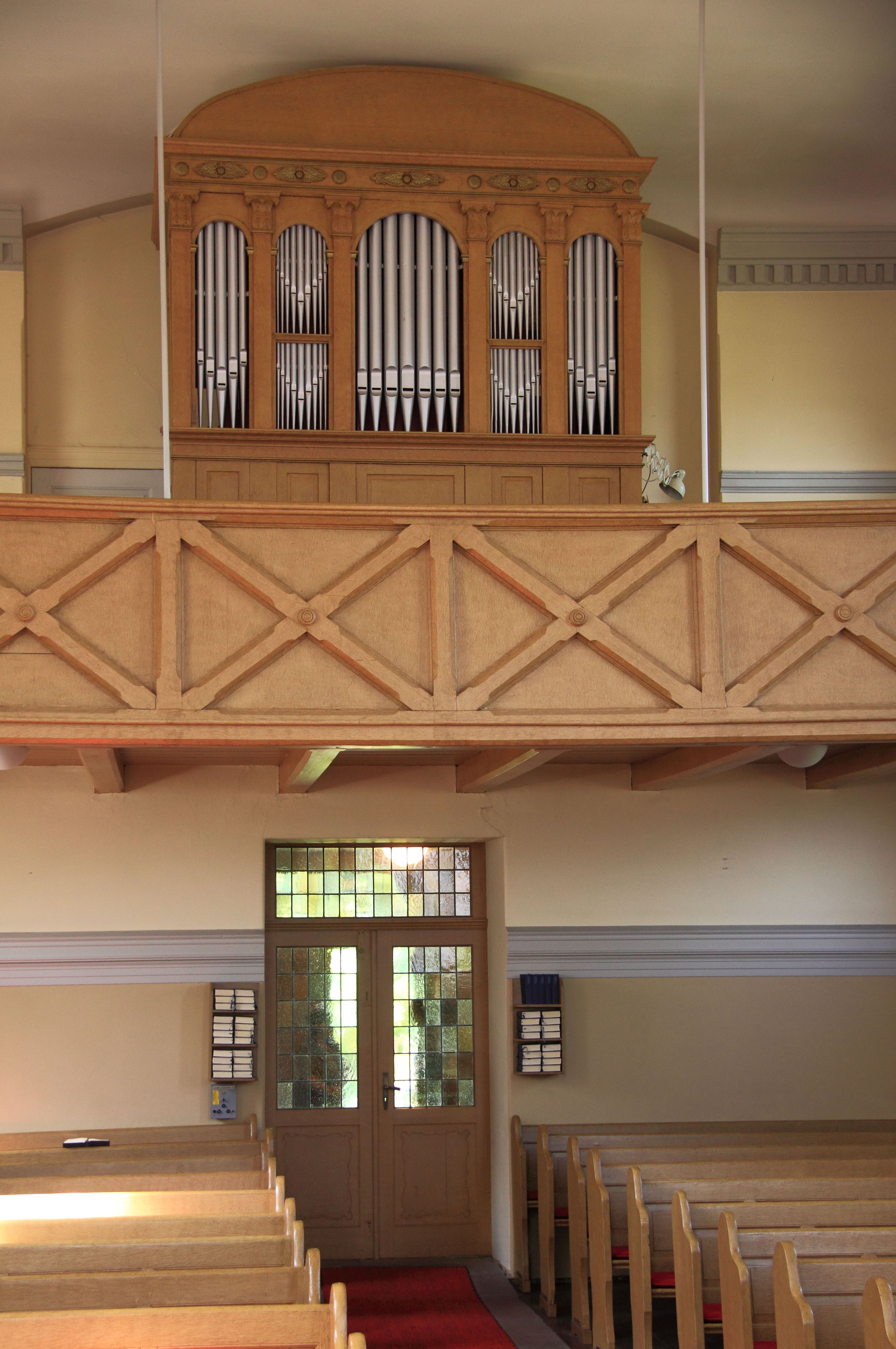
Orgel

Die Orgel von Johann Claussen Schmid (Oldenburg) entstand 1863, mit I/Pedal-Manual und acht Registern. Sie wurde 1960 von Alfred Führer (Wilhelmshaven) saniert; vier Register blieben erhalten.
Das Pastorat der Kirche wurde im 19. Jahrhundert in dem benachbarten Wohn- und Wirtschaftsgebäude Niederhörne 35 von um 1800 untergebracht.
Das Landesdenkmalamt befand: „… geschichtliche Bedeutung … als beispielhafte Dorfkirche des Rundbogenstils …“